# الحركة الوطنية غير الملتزمة
الحركة الوطنية غير الملتزمة هي حملة احتجاجية تهدف بشكل رئيسي إلى الضغط على حكومة الولايات المتحدة لتحقيق وقف إطلاق النار في الحرب على غزة وفرض حظر على تزويد إسرائيل بالأسلحة. حصلت المجموعة على بعض الدعم في الانتخابات التمهيدية الرئاسية الديمقراطية لعام 2024.
وقد استخدمت الحملة خيار "غير ملتزم"، إلى جانب خيارات التصويت الأخرى التي لا تعبر عن الدعم لأي مرشح. بدأت الحركة في فبراير/شباط، عندما اجتذبت حملة "استمعوا إلى ميشيغان" قدرًا كبيرًا من الدعم من الأمريكيين العرب والتقدميين ضد الرئيس جو بايدن. وقد ألهم النجاح الذي حققته ميشيغان حملات مماثلة في ولايات أخرى، حيث تم تأسيس منظمة وطنية شاملة في شهر مارس/آذار. وفي نهاية المطاف، حصلت الحملة على ما يزيد على 700 ألف صوت و37 مندوبًا.
تفاعلت الحركة عدة مرات مع حملة نائبة الرئيس كامالا هاريس، للدفع باتجاه فرض حظر على الأسلحة. في المؤتمر الوطني الديمقراطي، دعت إلى السماح لأمريكي من أصل فلسطيني بالتحدث، على الرغم من رفض هذا الطلب. بعد محاولات فاشلة للضغط على هاريس أو مقابلتها، رفضت المجموعة تأييدها، على الرغم من أنها خرجت ضد المرشح الجمهوري دونالد ترامب. إن دور الحركة في الانتخابات مثير للجدل؛ إذ يزعم بعض الديمقراطيين أن استراتيجيتها ساهمت في فوز ترامب، بينما يلقي آخرون باللوم على هاريس بسبب افتقارها إلى التواصل مع الناخبين المؤيدين للفلسطينيين.

## الخلفية

### الحرب على غزة

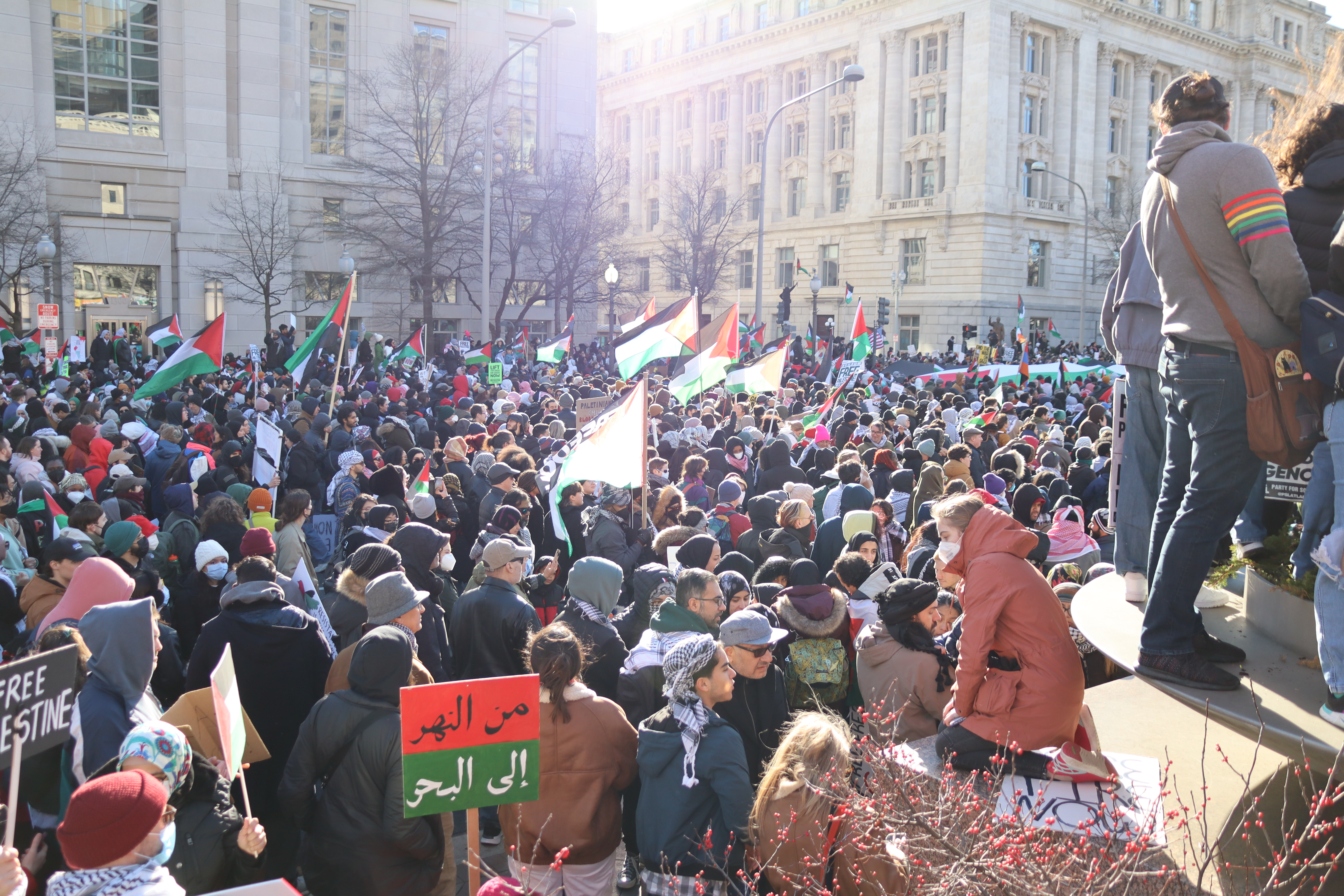
مسيرة إلى واشنطن من أجل غزة في يناير 2024

في 7 أكتوبر/تشرين الأول 2023، غزت حماس والمسلحون المتحالفون معها جنوب إسرائيل عملية طوفان الأقصى، مما أسفر عن مقتل ما يقرب من 1200 شخص واحتجاز أكثر من 250 رهينة. وفي أعقاب ذلك، ردت إسرائيل بفرض حصار شامل على غزة، وقصفها بكثافة، وغزوها. وفي ردها، قتلت إسرائيل أكثر من 45 ألف شخص وشردت ما يقرب من مليوني شخص حتى يناير/كانون الثاني 2025، فيما زُعم أنه إبادة جماعية. وقد أثار دعم الرئيس جو بايدن لإسرائيل انتقادات من جانب المتظاهرين المؤيدين للفلسطينيين في الولايات المتحدة، وأدى إلى خيبة أمل بعض الناخبين.

### خيارات التصويت غير الملتزمة
"غير ملتزم" هو خيار تصويت في بعض الانتخابات التمهيدية الرئاسية الأمريكية. يُدرج هذا الخيار مع أسماء المرشحين للمنصب، ويُوصف غالبًا بأنه "لا أحد من المذكورين". وحسب عتبات الولايات والحزب، قد يسمح التصويت بـ"غير ملتزم" للولايات بإرسال مندوبين غير ملتزمين إلى مؤتمر ترشيح الحزب.
تتضمن خيارات التصويت الأخرى المشابهة لخيار "غير ملتزم" "لا أحد من هؤلاء المرشحين"، و"مندوب غير ملتزم"، و"بدون تفضيل"، وغيرها.

## الانتخابات التمهيدية الديمقراطية

### الانتخابات التمهيدية في ميشيغان

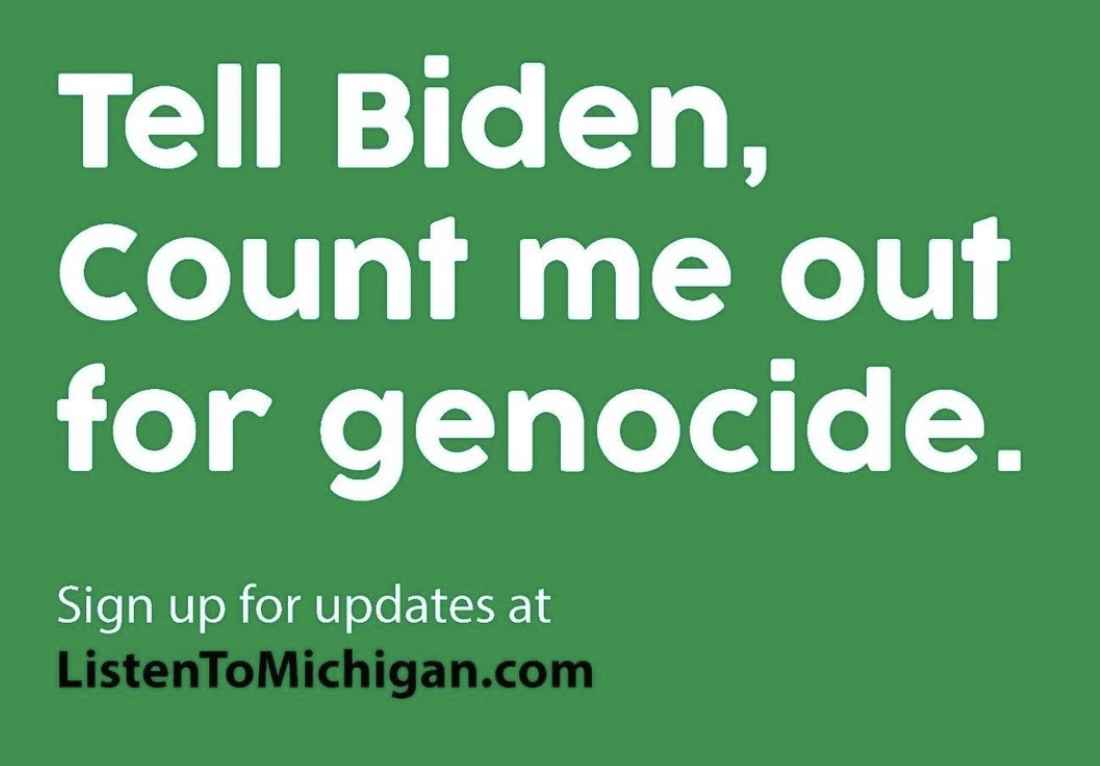
رسم بياني لحملة "استمعوا إلى ميشيغان"

بدأت الحركة في البداية كحملة تسمى "استمع إلى ميشيغان". ويوجد في ميشيغان أكبر عدد من الأمريكيين العرب في الولايات المتحدة، وكثير منهم متعاطفون مع الفلسطينيين، وكان النشطاء يسعون إلى الاحتجاج على تعامل بايدن مع الحرب في الانتخابات التمهيدية الرئاسية الديمقراطية في ميشيغان عام 2024. في ذلك الوقت، كانت الحملة تهدف إلى جمع 10 آلاف صوت غير ملتزم والضغط على بايدن للدعوة إلى وقف إطلاق النار.
وكان وليد شهيد، وهو استراتيجي ديمقراطي، قد كتب مذكرة في وقت سابق يقول فيها إنه إذا استخدم الناشطون المناهضون للحرب أصوات الاحتجاج، فإن ذلك قد "يُسيِّس السخط ويُحرِّكه في الانتخابات"، مما يمنحهم المزيد من الاهتمام والتمويل. وقد استخدم المؤسسون المشاركون ليلى العبد وعباس علوية وشاهد وآخرون "ميزانية محدودة وبضعة أسابيع من العمل المكثف على الأرض" لنشر الوعي حول الخيار غير الملتزم قبل التصويت الأولي المقبل. وساعدت مجموعات تقدمية مثل الاشتراكيين الديمقراطيين في أمريكا وثورتنا الحملة في جمع الأصوات وإرسال رسائل البريد الإلكتروني للناخبين. وأيدت شقيقة العابد، النائبة الفلسطينية الأمريكية رشيدة طليب، الحملة، إلى جانب النائب السابق آندي ليفين ومسؤولين محليين. وفي فبراير، أيدت صحيفة ديترويت مترو تايمز الحملة.
حصلت الحملة على أكثر من 100 ألف صوت (13.2%) وحظي بتأييد واسع من الناخبين العرب الأمريكيين الشباب والتقدميين.

### الانتشار الوطني

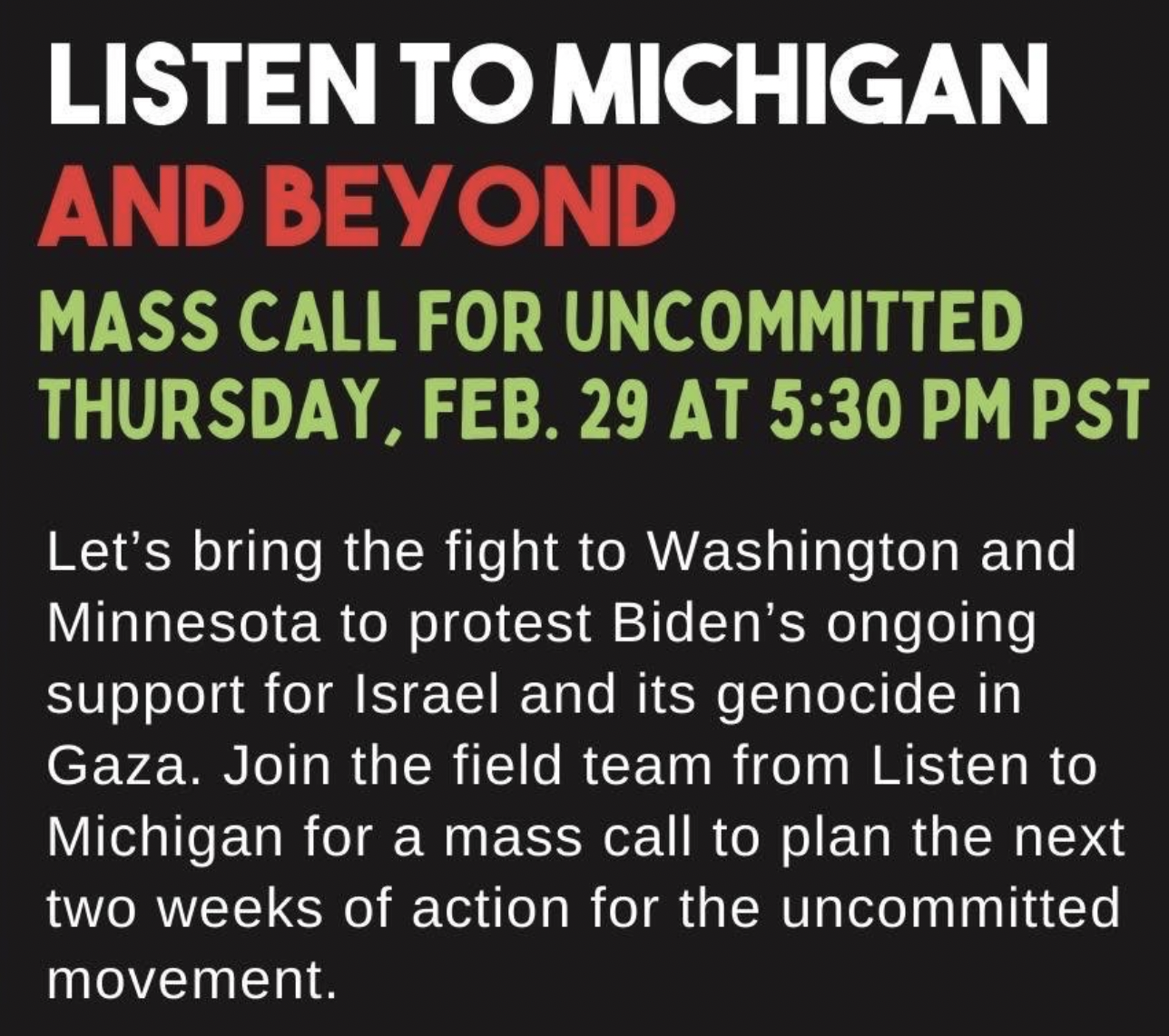
إنفوجراف يدعو إلى التصويت الوطني غير الملتزم

انتشرت الحركة على المستوى الوطني مع ظهور حملات مستوحاة من حركة "استمع إلى ميشيغان" في ولايات أخرى.
تم تنظيم حملات غير ملتزمة بسرعة في ولايات الثلاثاء الأعظم، ولا سيما في مينيسوتا، وكارولينا الشمالية، وكولورادو، وماساتشوستس. في ولاية مينيسوتا على وجه التحديد، كان لدى النشطاء 20 ألف دولار لإنفاقها وكانوا ينظمون للوصول إلى الناخبين، ورأوا النجاح مع الناخبين العرب الأميركيين في منطقة مينيابوليس-سانت بول. حصل غير الملتزمين في ولاية مينيسوتا على حوالي 45000 صوتًا و11 مندوبًا. بالإضافة إلى ذلك، حصلت الحملات غير الملتزمة على 12.7% من الأصوات في ولاية كارولينا الشمالية، و9.4% في ولاية ماساتشوستس، و8.1% في ولاية كولورادو، و7.9% في ولاية تينيسي، و6% في ولاية ألاباما، و3.9% في ولاية أيوا. "لا تفضيل" حصل عليه أحد المندوبين في ماساتشوستس. بعد يوم واحد من الثلاثاء الأعظم، حصلت حركة غير ملتزم على 29% من الأصوات وسبعة مندوبين في هاواي.
في 18 مارس، أعلنت منظمة "استمع إلى ميشيغان" أنها ستطلق "الحركة الوطنية غير الملتزمة"، وهي حملة شاملة للحركات غير الملتزمة التي دعت إلى وقف إطلاق النار. بدأت الحركة بالتركيز على الانتخابات التمهيدية في ولاية ويسكونسن والمؤتمر الوطني الديمقراطي (DNC).
حصل غير الملتزمين على 13.2% في الانتخابات التمهيدية للديمقراطيين في الخارج.
في ولاية واشنطن، دعت حملة "غير ملتزمين في واشنطن" إلى التصويت لغير الملتزمين في أوائل شهر مارس، بالتعاون مع نشطاء استمعوا إلى ميشيغان. تم تأييد الحملة من قبل أكبر نقابة في الولاية، عمال الأغذية والتجارة المتحدون 3000؛ فرع سياتل للاتحاد الأمريكي للمعلمين؛ وصوت اليهود من أجل السلام (JVP). في سياتل، أيدت صحيفة الغريب التصويت غير الملتزم في الانتخابات التمهيدية الرئاسية للحزب الديمقراطي في واشنطن. في النهاية، حصل غير الملتزمين على ما يقرب من 90 ألف صوت، أي ما يعادل 9.81% من الأصوات، ومندوبين اثنين من منطقة سياتل.
.

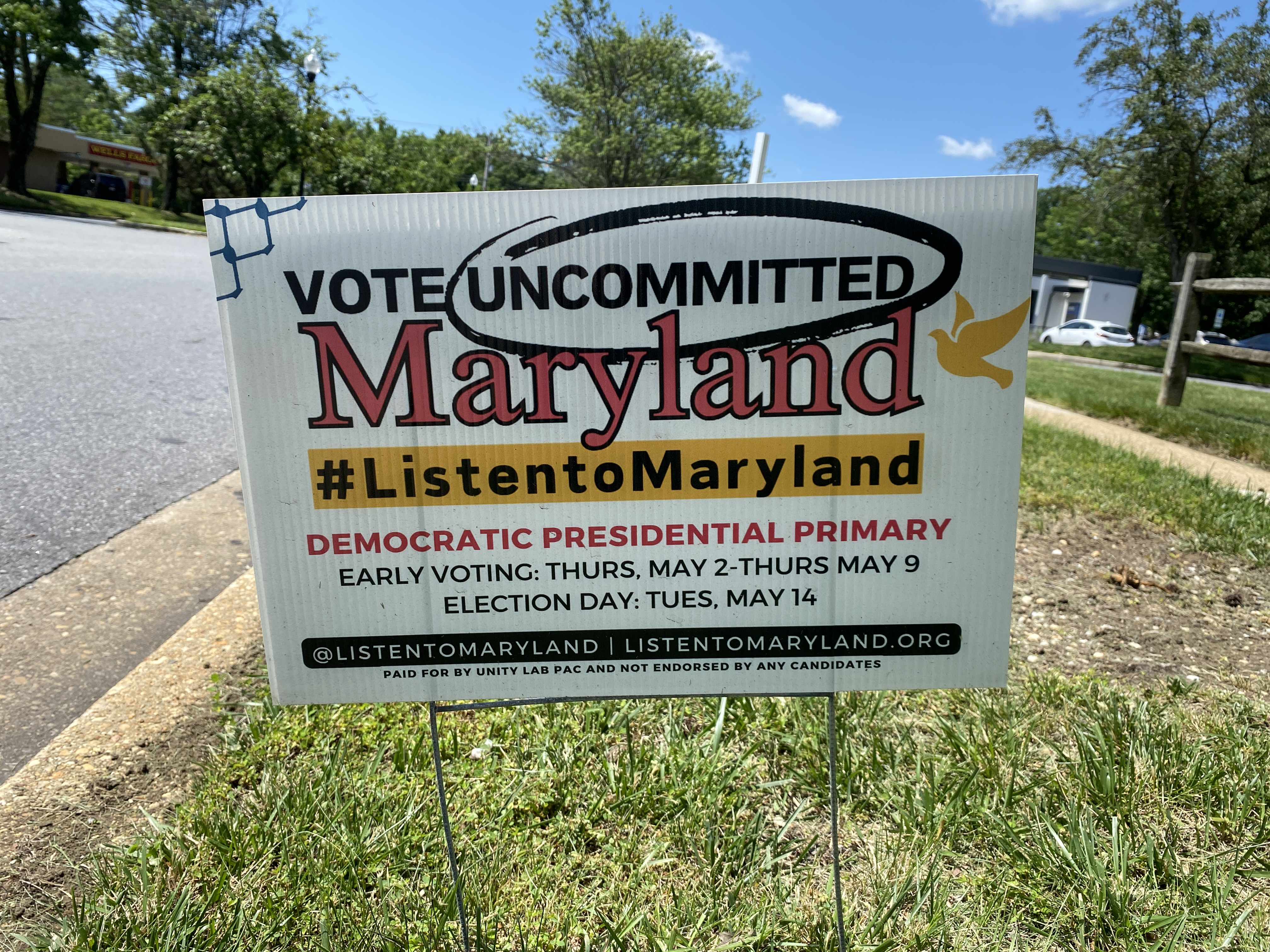
لافتة "التصويت غير الملتزم لولاية ماريلاند" في مايو 2024

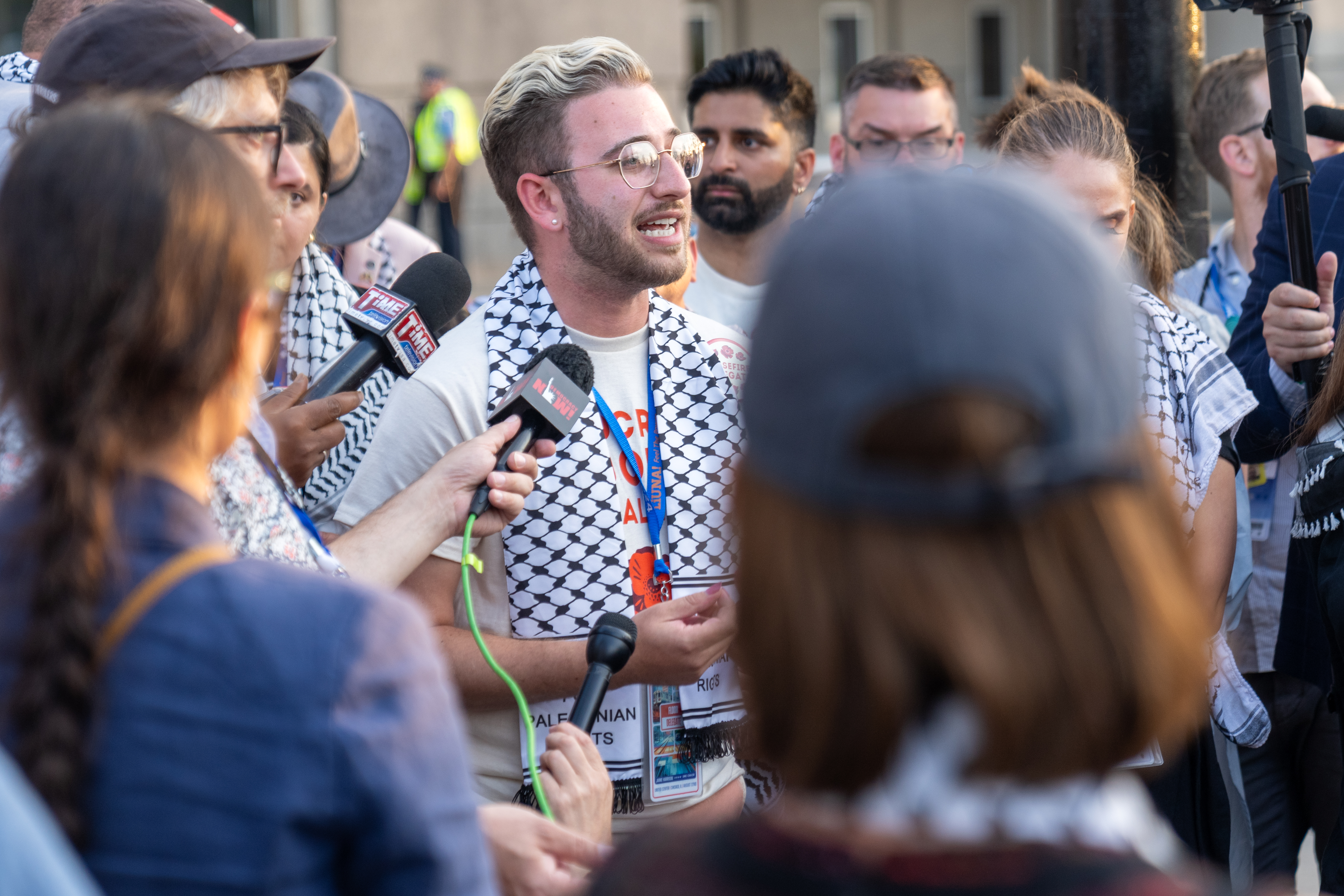
مندوب غير ملتزم من رود آيلاند

حصل غير الملتزمين على 10.3% من الأصوات في كانساس؛ 11.7% في ميسوري، وفازوا بثلاثة مندوبين من منطقة سانت لويس؛ 11.6% في كونيتيكت؛ و14.5% في رود آيلاند، وفازوا بمندوب واحد.
حصدت حملة "استمعوا إلى ويسكونسن"، التي تدعمها الحركة الوطنية، ما يقرب من 50 ألف صوت لـ"غير الموجهين"، وهو عدد يفوق الهامش الذي فاز به بايدن في الولاية عام 2020. وكان عدد الأصوات ضعف العدد الذي كان النشطاء يحاولون الحصول عليه.
حصلت حملة "استمعوا إلى ماريلاند" لصالح غير الملتزمين على أكثر من 56 ألف صوت، أي ما يعادل 9.72% من إجمالي الأصوات. وعندما ظهرت النتائج الأولية، دعا أحد منظمي الحملة إلى وقف إطلاق النار وإنهاء الحرب وفرض حظر على الأسلحة على إسرائيل.
حصل غير الملتزمين على 17.9% من الأصوات في ولاية كنتاكي وثمانية مندوبين، وهو أكبر عدد من الأصوات في أي ولاية أخرى في البلاد. ويعتقد أن هذه الأصوات لا علاقة لها بغزة في معظمها، حيث كان أداء غير الملتزمين أفضل في المناطق المحافظة، على الرغم من أن البعض ربطها باستياء الشباب والحرب.
تأسست حملة "نيوجيرسي غير الملتزمة" مطلع عام 2024 بعد اجتماعٍ بين أعضاء ثلاثة فروعٍ للحركة الاشتراكية الديمقراطية الأمريكية، مستوحاةً من نتيجة انتخابات ميشيغان. واستطاعت الحملة جمع 3500 توقيع، 100 توقيع على الأقل في كل دائرة، للامتثال لقوانين الانتخابات. كما تلقت نصائح من نشطاء الحركة غير الملتزمة في ولايتي ميشيغان وويسكونسن. وفي نهاية المطاف، حصل غير الملتزمين على 9% من الأصوات ومندوب واحد.
من المرجح أن بعض الحملات في الولايات الجنوبية نجحت بفضل "الديمقراطيين بالاسم فقط" (DINOs)، وهم الديمقراطيون المسجلون الذين يصوتون للجمهوريين. وفقًا لصحيفة نيويورك تايمز، "على عكس الناخبين الأصغر سنًا أو الأمريكيين العرب، ربما لم يصوت الديمقراطيون من أصل أفريقي لصالح السيد بايدن في عام 2020، ومن غير المرجح أن يصوتوا له في نوفمبر. وبالتالي، فإن افتقارهم إلى دعمه في الانتخابات التمهيدية له أهمية أقل بالنسبة للانتخابات العامة".
بحلول نهاية الانتخابات التمهيدية، حصلت حركة غير ملتزم على ما يزيد عن 700 ألف صوت و37 مندوبًا على مستوى البلاد. ومع ذلك، فإن وفود الولايات في كنتاكي، وكاليفورنيا، ومينيسوتا، وبنسلفانيا لم تعترف بالمندوبين المعارضين لكونهم غير ملتزمين أو "حاضرين". على سبيل المثال، قال حاكم ولاية كنتاكي آندي بشير: "نحن فخورون بالإدلاء بـ 56 صوتًا للرئيسة القادمة للولايات المتحدة، كامالا هاريس!"، في حين كان لدى كنتاكي 59 مندوبًا. بحلول بداية المؤتمر الوطني الديمقراطي، احتفظت مجموعة غير ملتزم بـ 30 مندوبًا.

## العلاقات مع الحزب الديمقراطي
بعد الانتخابات التمهيدية في ميشيغان، التقى مسؤولون من إدارة بايدن بقادة المجتمع المسلم والعربي الأمريكي، بما في ذلك علوية. ووصف علوية اللقاءات بأنها متوترة، وقال إن كبار المسؤولين لم يتمكنوا من تحقيق مطالبهم. وكان من بين المسؤولين الحاضرين ستيفن ك. بنيامين، المستشار الأول؛ وتوم بيريز، مدير مكتب المشاركة العامة؛ وجوناثان فينر، نائب مستشار الأمن القومي الأول؛ وسمانثا باور، مديرة الوكالة الأمريكية للتنمية الدولية. بالإضافة إلى ذلك، قال الرئيس المشارك للحملة الرئاسية لبايدن ميتش لاندريو إن الحملة ستواصل التحدث إلى الناخبين غير الملتزمين.
وعندما أصبحت هاريس مرشحة الحزب بعد انسحاب بايدن من السباق، أصبحت الحركة "متفائلة بحذر" بأنها ستغير سياستها تجاه إسرائيل بسبب خطابها المتعاطف. التقت هاريس لفترة وجيزة مع العبد والعلوية في تجمع جماهيري في ميشيغان، حيث أخبروها أن الحركة ترغب في دعمها، لكنهم يريدون فرض حظر على الأسلحة على إسرائيل أولاً. لقد طلبوا عقد اجتماع حول هذا الموضوع، ويبدو أن هاريس وافق على ذلك. ومع ذلك، أوضح فيليب إتش جوردون، أحد مستشاري هاريس للأمن القومي، أنها لا تدعم الحظر.
وفي أوائل أغسطس/آب، أفادت التقارير أن حملة هاريس اجتمعت مع زعماء ونشطاء عرب أميركيين، بالإضافة إلى حلفاء غير ملتزمين، في ميشيغان. التقت مديرة حملة هاريس، جولي تشافيز رودريجيز، بشكل فردي مع الناشطين في مترو ديترويت، بما في ذلك أسامة سيبلاني، ناشر صحيفة عرب أميركان نيوز. خلال اللقاء بين تشافيز رودريغيز وسيبلاني، اتفق تشافيز رودريغيز مع سيبلاني على أن "القتل يجب أن يتوقف"، لكن سيبلاني تساءل عن كيفية القيام بذلك، قائلاً إنه لا توجد خطة. التقت هاريس بنفسها مع عبد الله حمود، عمدة ديربورن بولاية ميشيغان، المدينة التي تضم أكبر عدد من السكان العرب الأميركيين في الولايات المتحدة، لمناقشة الحرب وسياساتها. في الرابع من أغسطس/آب، شارك 29 مندوبًا غير ملتزم من ثماني ولايات في عملية تصويت افتراضية حيث أدلوا بأصواتهم غير الرسمية تكريمًا للفلسطينيين الذين قتلوا في غزة، بما في ذلك "الأطفال والعاملين في المجال الطبي والصحفيين والعائلات وغيرهم من المدنيين" وفقًا لأحد المندوبين.

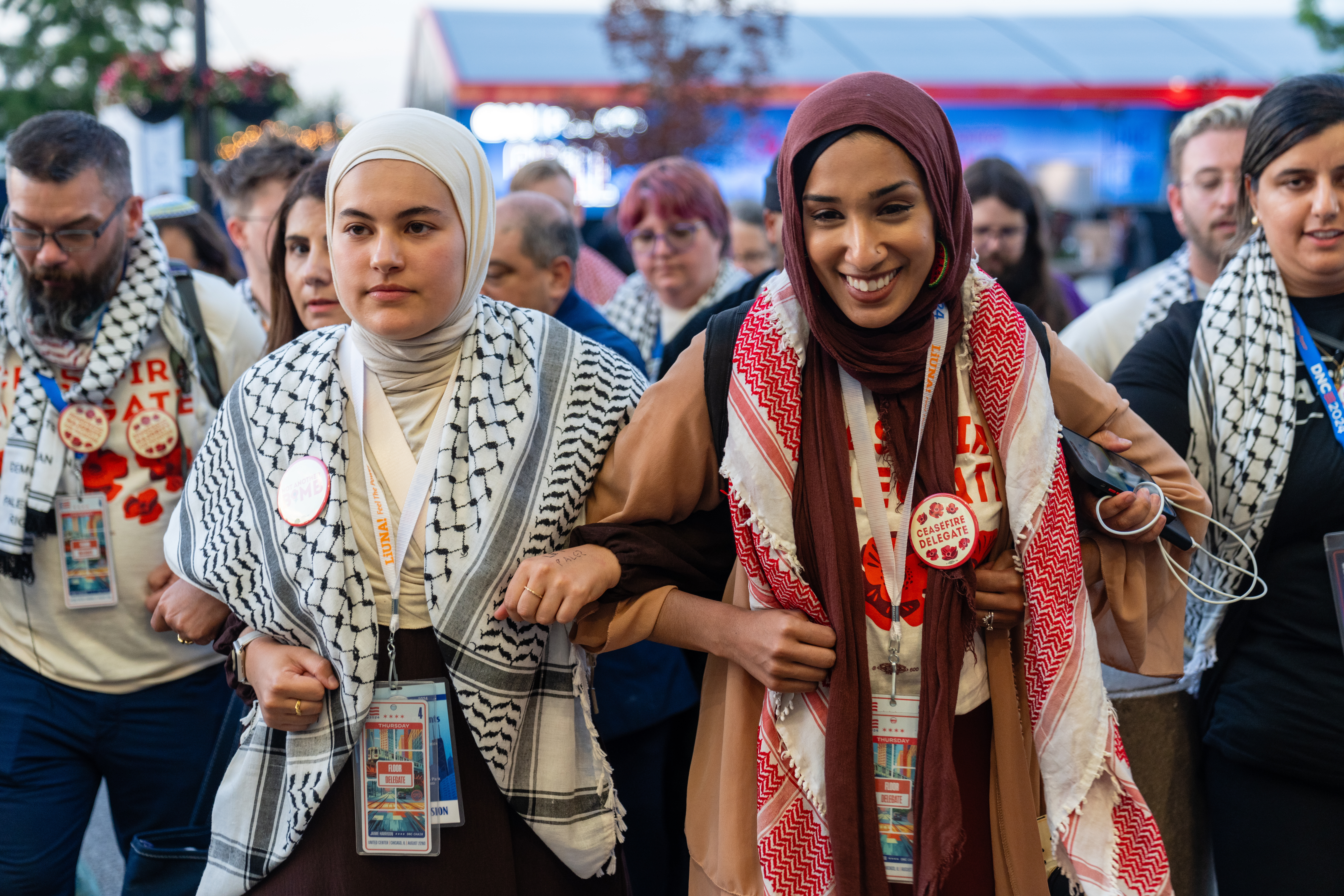
المندوبون غير الملتزمين يتشابكون بالأذرع عند دخولهم المؤتمر

خلال المؤتمر الوطني الديمقراطي، سُمح لمندوبي الحزب غير الملتزم بعقد حلقة نقاش حول حقوق الإنسان الفلسطينية، حيث ناقشوا هم وآخرون الحرب وموقف هاريس منها. في اليوم الثاني من المؤتمر، وخلال النداء الاحتفالي الشخصي للمندوبين، صوت العشرات من المندوبين بـ "حاضرين" احتجاجًا.
وفي اليوم الثالث، رفض المؤتمر الوطني الديمقراطي رسميا طلب الحركة بتعيين رئيس من أصل فلسطيني. وردًا على ذلك، نظم المندوبون اعتصامًا خارج المؤتمر، مطالبين بتعيين متحدث فلسطيني. وقد دعمت الكتلة التقدمية في الكونجرس " الفرقة " ونقابة عمال السيارات المتحدة مطالب الحركة. زارت عضوا الكونجرس إلهان عمر وسمر لي الاعتصام، بينما تفاعلت عضوة الكونجرس ألكسندريا أوكاسيو كورتيز مع المندوبين عبر تطبيق فيس تايم. وبقي بعض الناشطين في الاعتصام طوال الليل وحتى اليوم الرابع من المؤتمر. انحلت مجموعة تسمى "النساء المسلمات من أجل هاريس-فالز" بعد القرار، قائلة إنها "لا تستطيع الاستمرار في عملها بضمير مرتاح". ولم تتمكن اللجنة الوطنية الديمقراطية من الالتزام بالموعد النهائي الذي حددته الحركة عند الساعة السادسة مساء بالتوقيت المركزي الصيفي للسماح للمتحدث بإلقاء كلمة. وبحسب ما ذكره إيلابد، قال مسؤولون في الحزب إن اليوم كان يجب أن يكون مخصصا لخطاب هاريس وترشيحها. وقال شهيد إن الحركة رفضت لقاءات أخرى عرضتها عليهم الحملة مع مسؤولين وموظفين في الكونغرس. وطالبت الحركة بعد ذلك بأن يجري هاريس أو أحد كبار مسؤولي الحملة محادثة شخصية مع قادتها بحلول 15 سبتمبر. وقالت الحركة أيضًا إن خطاب هاريس لم يغير السياسة المتبعة من موقف بايدن، حيث قال أحد المندوبين إن دعوتها لتقرير المصير الفلسطيني تتعارض مع استمرار نقل الأسلحة إلى إسرائيل.
بعد المؤتمر، أرسلت الحركة رسالة إلى هاريس ومستشاريها تدعو إلى وقف إطلاق النار والتواصل مع المتضررين من الحرب، معربةً أيضًا عن استيائها من رفض متحدث فلسطيني. ردّ فريق هاريس بالقول إن الحركة لم تطلب أي التزامات محددة.
وبعد انقضاء الموعد النهائي دون اجتماع، أصدرت الحركة في 18 سبتمبر/أيلول بيانا قالت فيه إنها لن تؤيد هاريس بسبب "عدم رغبتها في تغيير سياستها المتعلقة بالأسلحة غير المشروطة أو حتى الإدلاء ببيان حملة واضح لدعم احترام القانون الأمريكي والدولي لحقوق الإنسان القائم". ومع ذلك، نصّ القرار على عدم دعم الناخبين لترامب أو مرشحي الأحزاب الأخرى. وردًّا على ذلك، صرّح متحدث باسم حملة هاريس بأنّها ستسعى لكسب أصوات الناخبين وضمان وقف إطلاق النار.
ولم تتم دعوة مؤسسي الحركة إلى اجتماع بين العرب الأميركيين وهاريس في الرابع من أكتوبر/تشرين الأول. وفي الثامن من أكتوبر/تشرين الأول، خرجت المجموعة بقوة ضد ترامب في رسائل نشرتها عبر جميع قنواتها على وسائل التواصل الاجتماعي. وزعمت المجموعة أن رئاسة ترامب ستكون أسوأ من رئاسة هاريس، مسلطة الضوء على احتضانه القوي لنتنياهو في ولايته الأولى، وزعمت أن ترامب "فكك فعليًا أي طريق إلى تقرير المصير الفلسطيني". كما سلطت المجموعة الضوء على مقترحات اليمين المتطرف في مشروع 2025 والتعليقات التي أدلى بها حلفاء ترامب المؤيدين لإسرائيل ديفيد م. فريدمان وجاريد كوشنر وميريام أديلسون. انفصلت مجموعة ماساتشوستس غير الملتزمة عن المجموعة، وأيدت التصويت من قبل طرف ثالث، قائلة "إذا ما خُيِّرنا بين الإبادة الجماعية والفاشية، فلن نختار أيًا منهما".
وفي أعقاب فوز ترامب في الانتخابات الرئاسية، أكد العلوي أن "الوضع الراهن لا يشكل رسالة مقنعة للناخبين". أعرب عن مخاوفه بشأن تكثيف المراقبة والعنف ضد العرب والمسلمين الأمريكيين، وانتقد الحزب الديمقراطي قائلاً: "أعتقد أن الديمقراطيين هم المسؤولون عن تخليهم عن حزبنا"، وأضاف: "دونالد ترامب يلعب بنا. الديمقراطيون يسمحون له باللعب بنا". وقال الناشط والزعيم غير الملتزم ليكسيس زيدان إن الحركة لم تنته في عهد ترامب. وقالت المجموعة إنه على الرغم من أن التنظيم في ظل حكم ترامب كان "معركة شاقة"، إلا أنها تخطط لمواصلة الضغط على الحكومة.

## التحليل

التأرجح الرئاسي في ميشيغان 2020–2024

في الفترة التي سبقت الانتخابات، قالت العديد من وسائل الإعلام إن دعم الحركة، وخاصة في ولاية ميشيغان المتأرجحة، من شأنه أن يعيق الوحدة الديمقراطية ويزيد من فرص هاريس في خسارة الانتخابات. وقالت الحركة إن هاريس تخاطر بخسارة الولايات المتأرجحة مثل ميشيغان، حيث يعرف الناخبون العرب والمسلمون "عن كثب آثار وتأثير القصف الممول من الولايات المتحدة"، إذا لم تدعم وقف إطلاق النار الدائم في غزة وتلتزم بوقف شحنات الأسلحة إلى إسرائيل.
وزعم أحد منظمي حركة مينيسوتا غير الملتزمة أن هاريس بدأت تدعو إلى وقف إطلاق النار في الحرب بسبب الحركة. أشادت ألكسندريا أوساكا كورتيز، في مقابلة مع ستيفن كولبير، بالحركة "لاستخدامها هذه العملية لكي تظهر" وليس "إفساح المجال للسخرية". وعندما أوقف بايدن شحنة الأسلحة إلى إسرائيل بسبب هجوم رفح، قالت الحركة إن ذلك كان خطوة إلى الأمام وإن الحركة المناهضة للحرب "دفعت" إلى مثل هذه الإجراءات.
وتباينت التحليلات حول نجاح الحركة في المؤتمر الوطني الديمقراطي. وفي مقال رأي كتبه في صحيفة جاكوبين، زعم شهيد أنه على الرغم من أن الحركة لم تحقق مطالبها، إلا أنها نجحت مع ذلك من خلال تلقي الدعم من القاعدة الديمقراطية. ومع ذلك، ذكرت مقالة رأي في صحيفة ذا نيشن أن الاتفاقية كانت "خيبة أمل لا يمكن إنكارها" بالنسبة للحركة، حيث لم تتمكن إلا من تأمين لجنة حقوق الإنسان. كما واجهت حركة الاحتجاج الأوسع نطاقًا انقسامات، حيث قال بعض النشطاء إن الحملة كانت متسامحة للغاية مع هاريس وكانت "تتعرض للاستغلال".
وزعم البعض أن موقف الحركة بشأن الانتخابات كان بمثابة تأييد ناعم لهاريس. وذكرت مقالة رأي نشرتها شبكة إم.إس.إن.بي.سي أن البيان ينتقد سياسة هاريس تجاه إسرائيل لكنه يشجع الناس على التصويت لها. وقالت أيضًا إن الموقف كان بمثابة اعتراف بأن الحركة كانت ضعيفة ولكنها أرادت التأثير على السياسة الديمقراطية. قالت حركة الاحتجاج المناهضة لهاريس "التخلي عن هاريس" في بيان لها إن المجموعة أرادت تأييد هاريس، لكنها لم تستطع، "لأن المجتمع الذي تدعي تمثيله سوف يمزقها". ووصف زعيم مجلس الشيوخ السابق في ميشيغان جيم أنانيتش الأمر بأنه "قريبة من الفوز" بالنسبة للديمقراطيين في ميشيغان.
كتب مايكل تراوجوت، وهو عالم سياسي مقيم في ميشيغان، في موقع المحادثة أن افتقار بايدن وهاريس إلى التواصل مع الناخبين العرب الأميركيين في مقاطعة واين، حيث جاء أكبر عدد من أصوات غير الملتزمين، ساعد في تحويل ميشيغان إلى اليمين. وقد ربط البعض صراعات هاريس مع الناخبين العرب الأميركيين وغير الملتزمين بأدائها الضعيف على نطاق أوسع بين الأشخاص الملونين. واتهم زعماء الحركة هاريس بعدم التفاعل معها ومع المجتمع. وقال العابد إن هاريس "اختار طريق ليز تشيني وطبقة المانحين". قال وائل الزيات، الرئيس التنفيذي لمنظمة "إمجيج أكشن" للدفاع عن حقوق المسلمين، إن هاريس كانت ستحظى بدعم أكبر لو أشارت إلى أنها ستتخلى عن موقف بايدن بشأن غزة، وأضاف: "أي سلام وحرية سينعم بهما الفلسطينيون في عهد مايك هاكابي وتولسي جابارد ؟... أي حقوق سيتمتع بها الطلاب المؤيدون للفلسطينيين؟" وجادل الكاتب كامونغني فيليكس في مقال رأي بأن الحركة نجحت بإظهار أن غزة قضية رئيسية، وقال إن فرص الديمقراطيين في تحقيق مكاسب في انتخابات 2026 ضئيلة ما لم يسعوا إلى إنهاء الصراع.
كانت ردود فعل الديمقراطيين متباينة بشأن دور "غير الملتزم" في الانتخابات، على الرغم من أن كثيرين انتقدوه، مدعين أن ترامب كان أسوأ في قضية غزة. ردًا على بيان من إيلابيد يلوم هاريس على ترك "فراغ" لترامب في ميشيغان، وصف مساعد سابق لهاريس الحركة بأنها "أشخاص غير جادين على الإطلاق" و"مهرجون". لكن أحد المنظمين السابقين لحملة هاريس زعم أن الموظفين تلقوا توجيهات بوضع علامة "لا رد" على الردود على رسائل البريد الإلكتروني حول غزة، قائلاً "إن المهرجين الوحيدين هناك هم أولئك الذين كانوا في القيادة العليا وقرروا التنازل عن هذه القضية". وقال آدم جينتلسون، رئيس الأركان السابق للسيناتور جون فيترمان، إن "زعماء الحركة غير الملتزمة يريدون إلقاء اللوم على الجميع عدا أنفسهم بسبب استراتيجيتهم الكارثية التي ساعدت في انتخاب دونالد ترامب". قالت السيناتور إليسا سلوتكين لصحيفة واشنطن إكزامينر: "أعتقد أن أي شخص وثق في ترامب باعتباره ممثلاً جديدًا ومختلفًا في الشرق الأوسط ربما لم يكن يستمع عن كثب بما فيه الكفاية". حاول الممثل جيم ماكجفرن جاهداً صد اللوم عن الحركة، قائلاً: "ليس لدينا الوقت لإلقاء اللوم مرة أخرى". وعلى وسائل التواصل الاجتماعي، تعرضت المجموعة لانتقادات شديدة من الديمقراطيين بسبب منشور تناول نتائج الانتخابات.